# Albright, West Virginia
Albright är en kommun (town) i Preston County i West Virginia i USA. Kolgruveindustrin var den viktigaste inkomstkällan som invånarna livnärde sig på fram till 1960-talet.

## Kända personer från Albright
- Melvin C. Snyder, politiker